# Time Squad, la patrouille du temps
Time Squad, la patrouille du temps (version originale : Time Squad) est une série d'animation américaine créée par David Wasson (en), initialement diffusée entre le 8 juin 2001 et le 26 novembre 2003 sur Cartoon Network aux États-Unis. En France, la série a été diffusée à partir le 29 mai 2002 et le 15 aout 2004 sur Cartoon Network et France 3 dans l'émission La Bande à Dexter. La série met en scène trois patrouilleurs du temps — Max Matamor, Otto Osbourne et Larry 3000 — dans leurs mésaventures à travers les différents siècles et époques.
Cette série est la première série originale de la chaîne télévisée Cartoon Network du XXIe siècle, suivant les aventures d'un trio de « patrouilleurs du temps » malchanceux, qui ont pour mission de traverser le temps pour rectifier le court de l'histoire. Elle a été nommée pour un Annie Award.

## Scénario
L'émission est lancée en l'an 100 000 000 sur un satellite parallèle à la terre. Cette terre future n'est jamais visitée directement, bien qu'apparemment ce monde serait une utopie dans laquelle tout problème a été résolu. Toutes les nations de la terre n'en forment plus qu'une, et, d'après Matamor, il n'y a « plus aucune guerre, de pollution, et le bacon est bon pour le cœur ». Malgré cette vision optimiste du futur, la station spatiale dans laquelle les personnages vivent - et via laquelle ils traversent le temps - est remarquablement dystopique. Y sont représentés, un stand de tir, un terrarium, et une prison (vieille à cause du temps et peu salubre). La plupart de ces endroits conviennent à l'officier Max Matamor, un célibataire très musclé et très immature, qui est néanmoins le seul senior à bord de la station. Accompagnant l'officier Matamor, un autre membre officiel, le Larry 3000, un robot traducteur et ancien diplomate plus ou moins obsolète qui a émergé des deux mondes. Les critiques de Max caractérisent souvent la sensibilité du Larry. De ce fait, aucun des deux n'a réellement de connaissances en histoire, faisant d'eux la pire des équipes du temps.
Cependant, lorsqu'ils rencontrent Otto Osbourne, un orphelin âgé de 8 ans qui paraît être un excellent petit génie du XXIe siècle, il est rapidement recruté et engagé dans l'équipe. Otto paraît être le seul enthousiaste et compétent de l'équipe pour le travail de patrouilleur du temps. Le problème est qu'aucun des deux autres n'entend les conseils, souvent bons, qu'il leur donne.

## Distribution

### Voix originales
- Pamela Segall : Otto Osworth
- Mark Hamill : Larry 3000
- Rob Paulsen : Buck Tudrussel (Max Matamore en VF)

### Voix françaises
- Pascal Renwick : Max Matamore
- Nathalie Bienaimé : Otto Osworth

## Nominations et récompenses
| Date | Récompense   | Catégorie                                        | Nomination                | Résultat   | Réf.  |
| ---- | ------------ | ------------------------------------------------ | ------------------------- | ---------- | ----- |
| 2001 | Annie Awards | Production d'une série d'animation               | Cartoon Network Studios   | Nomination | [ 1 ] |
| 2001 | Annie Awards | Production et design d'une série d'animation     | Tim Biskup                | Nomination | [ 1 ] |
| 2001 | Annie Awards | Doublage féminin dans une série d'animation      | Pamela Adlon Otto Osworth | Nomination | [ 1 ] |
| 2002 | Annie Awards | Design de personnages dans une série d'animation | Alex Kirwan               | Nomination | [ 2 ] |
| 2002 | Annie Awards | Design dans une série d'animation                | Dave Wasson               | Nomination | [ 2 ] |